# Micăsasa (gmina)
Micăsasa – gmina w Rumunii, w okręgu Sybin. Obejmuje miejscowości Chesler, Micăsasa, Țapu i Văleni. W 2011 roku liczyła 2058 mieszkańców.